# Eupithecia obtinens
Eupithecia obtinens är en fjärilsart som beskrevs av Brandt 1941. Eupithecia obtinens ingår i släktet Eupithecia och familjen mätare. Inga underarter finns listade i Catalogue of Life.